# タージ・ブラッドリー
- タジ・ブラッドリー

タージ・アリ・ブラッドリー（Taj Ali Bradley, 2001年3月20日 - ）は、アメリカ合衆国カリフォルニア州ロサンゼルス出身のプロ野球選手（投手）。右投右打。MLBのミネソタ・ツインズ所属。

## 経歴

### プロ入りとレイズ時代
2018年のMLBドラフト5巡目（全体150位）でタンパベイ・レイズから指名され、予定していたサウスカロライナ大学への進学を取り止めプロ入り。傘下のルーキー級ガルフ・コーストリーグ・レイズでプロデビューし、10試合に登板して1勝4敗、防御率5.09、57奪三振の成績を記録した。
2019年はルーキー+級プリンストン・レイズで12試合に登板して2勝5敗、防御率3.18、57奪三振の成績を記録した。
2020年は新型コロナウイルスの影響でマイナーリーグの試合が開催されず、公式戦への出場はなかった。
2021年はA級チャールストン・リバードッグスで開幕を迎え、シーズン途中にA+級ボーリンググリーン・ホットロッズへ昇格。2チーム合計で23試合（先発22試合）に登板して12勝3敗、防御率1.83、123奪三振の成績を記録した。
2022年はAA級モンゴメリー・ビスケッツで開幕を迎え、シーズン途中にはオールスター・フューチャーズゲームに選出された。その後、AAA級ダーラム・ブルズへ昇格した。この年は2球団合計で28試合に先発登板して7勝4敗、防御率2.57、141奪三振の成績を記録し、AA級の最優秀投手賞を受賞した。オフにルール・ファイブ・ドラフトでの流出を防ぐために40人枠に登録された。
2023年4月12日のボストン・レッドソックス戦で先発登板してメジャーデビュー (この試合では5イニングを3失点の内容で勝利投手)。同年は最終的に23試合に登板 (うち2試合は中継ぎ)して5勝8敗の負け越し、防御率5.59、129奪三振を記録した。
2024年は25試合に先発登板して8勝11敗と2年連続の負け越し、防御率4.11、キャリアハイとなる154奪三振を記録した。
2025年は後述のトレード移籍前までに21試合に先発登板して6勝6敗、防御率4.61、95奪三振を記録していた。

### ツインズ時代
2025年7月31日にグリフィン・ジャックスとのトレードでミネソタ・ツインズへ移籍し、移籍後の翌8月1日にマイナー・オプションでAAA級セントポール・セインツに配属された。

## 詳細情報

### 年度別投手成績
| 年 度    | 球 団    | 登 板 | 先 発 | 完 投 | 完 封 | 無 四 球 | 勝 利 | 敗 戦 | セ 丨 ブ | ホ 丨 ル ド | 勝 率 | 打 者 | 投 球 回 | 被 安 打 | 被 本 塁 打 | 与 四 球 | 敬 遠 | 与 死 球 | 奪 三 振 | 暴 投 | ボ 丨 ク | 失 点 | 自 責 点 | 防 御 率 | W H I P |
| -------- | -------- | ----- | ----- | ----- | ----- | -------- | ----- | ----- | -------- | ----------- | ----- | ----- | -------- | -------- | ----------- | -------- | ----- | -------- | -------- | ----- | -------- | ----- | -------- | -------- | ------- |
| 2023     | TB       | 23    | 21    | 0     | 0     | 0        | 5     | 8     | 0        | 0           | .385  | 460   | 104.2    | 106      | 23          | 39       | 0     | 1        | 129      | 6     | 0        | 69    | 65       | 5.59     | 1.39    |
| 2024     | TB       | 25    | 25    | 0     | 0     | 0        | 8     | 11    | 0        | 0           | .421  | 578   | 138.0    | 122      | 22          | 47       | 0     | 3        | 154      | 4     | 0        | 68    | 63       | 4.11     | 1.22    |
| MLB：2年 | MLB：2年 | 48    | 46    | 0     | 0     | 0        | 13    | 19    | 0        | 0           | .406  | 1038  | 242.2    | 228      | 45          | 86       | 0     | 4        | 283      | 10    | 0        | 137   | 128      | 4.75     | 1.29    |

- 2024年度シーズン終了時

### 年度別守備成績
| 年 度 | 球 団 | 投手（P） | 投手（P） | 投手（P） | 投手（P） | 投手（P） | 投手（P） |
| 年 度 | 球 団 | 試 合     | 刺 殺     | 補 殺     | 失 策     | 併 殺     | 守 備 率  |
| ----- | ----- | --------- | --------- | --------- | --------- | --------- | --------- |
| 2023  | TB    | 23        | 3         | 4         | 0         | 0         | 1.000     |
| 2024  | TB    | 25        | 8         | 8         | 0         | 0         | 1.000     |
| MLB   | MLB   | 48        | 11        | 12        | 0         | 0         | 1.000     |

- 2024年度シーズン終了時

### 記録
MiLB
- オールスター・フューチャーズゲーム選出：1回（2022年）

### 背番号
- 45（2023年 - 2025年7月23日）